# Surányi Bálint
Surányi Bálint (Budapest, 1935. június 26. – Budapest, 2024. december 17.) magyar történész, szociológus.

## Élete
Középiskolai tanulmányait a budapesti Trefort utcai Minta-gimnáziumban, majd a Madách Imre Gimnáziumban végezte. Az ELTE Bölcsészettudományi Kar történelem szakán szerzett diplomát 1957-ben. Ebben az időszakban csatlakozott a Lukács György filozófus körül szerveződött fiatal baráti körhöz, amelyhez akkoriban többek között Heller Ágnes, Hermann István, Márkus György, Márkus Mária, és Vajda Mihály tartoztak.
Széleskörű társadalomtudományi érdeklődése és tudása egy a tudományági határokat átívelő életpályájához vezetett. 1957-től a Magyar Tudományos Akadémia Történettudományi Intézetének munkatársaként elsősorban Magyarország középkori történelmének kutatásával foglalkozott. A szociológia hatvanas években végbement felívelése az új terület felé vonzotta, és 1963-ban a Magyar Rádió akkoriban létrejött Közvéleménykutató Osztályához, az empirikus szociológiai kutatások egyik hazai előörséhez csatlakozott. Itt az úttörő időszakra jellemző módon egyaránt vett részt mind a terepen végzett kutatásokban, mind a módszertani megalapozásban, illetve egyes új eljárások kidolgozásában, figyelmet helyezve a közvéleménykutatási módszerek pszichológiai vetületeire is. Különös érdeklődéssel fordult a társadalmi kommunikáció olyan tudásszociológiai kérdései felé, mint a hírek világának befogadói közege, a politikai ismeretek szintje és társadalmi rétegzettsége. 
1966-tól az akkoriban szintén a kibontakozó hazai társadalomkutatás fontos műhelyének számító Központi Statisztikai Hivatalban dolgozott, először a Közgazdasági, majd a Társadalomstatisztikai Főosztály főelőadójaként. Olyan kérdéseket kutatott, mint a lakosság jövedelmi viszonyai, jövedelemeloszlása, valamint életmódja, és ezek metodológiai kérdései, illetve problémái, beleértve nemrég megjelent korszerű statisztikai módszerek bevezetését a magyar gyakorlatba. És már az iskolai tudás és a pályaszelekciós elágazások, az életpálya fordulópontjai iránti érdeklődés állomásaként vált publikációs témájává az akkoriban egyik legkorszerűbb eljárás, az útelemzés alkalmazási lehetősége a pályakezdők vertikális társadalmi mobilitására ható tényezők vizsgálatában. 
1975-től az Országos Tervhivatal Tervgazdasági Intézetében tudományos munkatársi, majd főmunkatársi pozícióban a társadalmi tervezés különböző elméleti és gyakorlati kérdéseinek vizsgálatával foglalkozott. Kutatási tevekenységének középpontjában az oktatás ill. a munkaerőpiac tervezés különböző vetületei álltak. Ezekben is tovább vitte törekvését újszerű és színvonalas módszertani eszközök használatára, illetve a témák a szokásosnál komplexebb és árnyaltabb megközelítésére. Szakértőként ráhatással volt az 1970-es és az 1980-as évek oktatás- és képzésszerkezeti reformfolyamataira, azt célozva meg, hogy egy korszerű, a huszadik század utolsó évtizedeinek megfelelő oktatási rendszer jöjjön létre. Ezt a társadalomformáló szándékát vitte át következő munkahelyére is. Ugyanakkor statisztikai méréstechnikai érdeklődése továbbra is fennmaradt, és társszerzőkent még évtizedekig publikált a fogyasztói árarány-változások, valamint a lakosság jövedelmének, életfeltételeinek és életvitelének mérése témájában.
1981-től tudományos tanácsadóként tevékenykedett az Oktatáskutató Intézetben. Szakmai körökben híressé vált un. „41 oldalas” tervezete volt pályájának talán legmaradandóbb gyakorlati közreműködése. Ez a „Problémavázlat az oktatásfejlesztési koncepció kialakításához” az 1985-ös oktatási törvény alapozásaként az iskolai és a pedagógusi önállóságot, a tanszabadságot, es általában az iskolák autonómabb státusát, valamint egy differenciált iskolaszerkezetet állított a reformtörekvések középpontjába. Ennek a gondolatkörnek további kibontása képezte kutatói tevékenysége fő súlypontját a rendszerváltás újabb impulzusai nyomán is. Ebben az időszakban többek között az oktatási expanziót ösztönző ill. fékező, a korszerű irányok ill. a tekintélyelvű képzési hagyományokat tovább éltető mechanizmusok erőviszonyairól, a nagyszámú iskolarendszeren belüli és kívüli tényező összjátékáról fejtette ki elgondolásait. Emellett korábbi munkájának folytatásaként továbbra is számos írást publikált egyfelől a tömegkommunikáció (főként a televízió) és az oktatás, másfelől a demográfiai folyamatok, az oktatás és az oktatásfinanszírozás kapcsolata, illetve általában az oktatás különböző gazdasági vetületei témáiban.
Aktív pályafutását az Oktatáskutató Intézet utódjaként megalakult Országos Közoktatási Intézetben fejezte be 1995-ben, ez azonban korántsem jelentett tényleges lezárást. A kilencvenes évek második felében, a kétezres években jelentek meg a pedagógusi szereppel, az oktatási expanzióval és a műveltségi eszmény történeti hagyományaival kapcsolatos újabb munkái, de egy korábbi gazdaságfejlesztési-történeti kérdésköréhez is visszatérve, a kelet-középeurópai átmenet fejlettségi és növekedési paradoxonjait is vizsgálat tárgyáva tette. A munkaerőpiaci kérdéskör is erősen foglalkoztatta; sok gazdasági szakértőnél korábban ismerte fel az átalakulás hosszabb távú, nem utolsó sorban a foglalkoztatás szerkezetét és szintjét drasztikusan érintő kihatásait. Pályafutása során tagja volt különböző magas szintű szakértői testületeknek ill. bizottságoknak. Az 1990-es évek elején szakértőként segítette a Szabad Demokraták Szövetsége kulturális-oktatási szakmai munkáját. 

## Legfontosabb publikációi
- Adalékok a „Gallicus”-ok nemzeti hovatartozásának kérdéséhez. Magyar Nyelv, 1957. (Bárczi Gézával és Pais Dezsővel közösen)
- Kereskedőgilde Nagyszombatban a Visegrádi Kongresszus évében. Történelmi Szemle, 1959
- Az Árpád-kori Sopron topográfiájának kérdéséhez. Történelmi Szemle, 1961
- Az I. Lajos- kori Ars Notarialis városi vonatkozású formuláinak eredetéről. Történelmi Szemle, 1962
- Pozsonyi bíródinasztiák a XIII-XIV. sz.-ban . Levéltári Közlemények, 1964
- Az adatgyűjtők befolyásoló szerepének vizsgálata a kvóta- módszerrel végzett közvélemény-kutatásban. Pszichológiai Tanulmányok 8. Budapest, 1965. (S. Molnár Edittel közösen)
- A válaszmegtagadás és válaszképtelenség pszichológiai vonatkozásai egy véletlen kiválasztáson alapuló közvélemény-kutatási felmérésben. Magyar Pszichológiai Szemle, 1965. (S. Molnár Edittel közösen)
- A kérdőív- kérdések válaszlehetőség- sorrendjének véleménybefolyásoló szerepéről. Magyar Pszichológiai Szemle, 1966. (S. Molnár Edittel közösen)
- A politikai ismeretszint mérése. Statisztikai Szemle, 1967. (Békés Ferenccel közösen)
- Politikai ismeretszint és társadalmi rétegződés. Korszerű Statisztikai Törekvések Magyarországon. Budapest, 1968
- A kumulatív jellegű ismeretstruktúra erősségének mérése. Pszichológiai Tanulmányok. 12. Budapest, 1970. (Békés Ferenccel közösen)
- Some Methodological Considerations Following from a Survey Measuring the Level of Political Knowledge. Rádió és Televízió Szemle – Radio and Television Review,   Special Issue for the 7th Word Congress of Sociology, Varna 1970. (with Ferenc Békés)
- A politikai tényismeretek szintjének társadalmi összefüggéseiről. Valóság, 1970. (Békés Ferenccel közösen)
- A jövedelemeloszlás Magyarországon. KSH Időszaki Közlemények, 99. kötet. 1967. 14-37. p.
- A lakosság rétegenkénti jövedelmi viszonyai. Munkaerő és Életszínvonal Távlati Tervezési Bizottság kiadványa Budapest, 1968. (Láng Györggyel és Baranyai Istvánnal közösen)
- Jövedelmi színvonal – jövedelmi különbségek. KSH. 1969. 15- 40. p.
- Új mutató a jövedelmi különbségek elemzéséhez Statisztikai Szemle, 1970. (Éltető Ödönnel közösen)
- A fiatalok bekapcsolódása a társadalmi munkamegosztásba. KSH Időszaki Közlemények, 216. köt. 1971. 17-105. p.
- A mérési szintek elmélete és értéke a társadalomstatisztikában. Statisztika Szemle, 1972. (Vita Lászlóval közösen)
- A pályakezdők vertikális társadalmi mobilitására ható tényezők vizsgálata az útelemzés módszerével. I. és II. Rész Szociológia, 1973/1: pp 68-82. és 1973/2: pp 244-263. (Vita Lászlóval közösen)
- Az életmód statisztikai vizsgálatának néhány kérdése. Statisztikai Szemle, 1974. (Cseh- Szombathy Lászlóval közösen)
- Some comments regarding the interrelation of time-budget, the use of time and personality. Society and Leasure, 1975. (Cseh-Szombathy Lászlóval közösen)
- Tervezhető- e a beiskolázás? Köznevelés 1977. szeptember
- Az oktatással kapcsolatos néhány szemléleti kérdésről. OT TGI Társadalmi Tervezési Füzetek, 1977/6
- A beruházások létszámigényének elszámolása a ráfordítási költségekben. Közgazdasági Szemle 1977. 11. (Huszár Istvánnéval közösen)
- A társadalmi tervezés gondolatkörébe tartozó néhány újabb tendenciájáról - angol nyelvű folyóiratok tükrében. OT TGI Társadalmi Tervezési Füzetek, 1978
- Teljes női foglalkoztatottság – célok és eszközök összefüggésében OT TGI Társadalmi Tervezési Füzetek 1978 (Huszár Istvánnéval közösen)
- Az életpálya fordulópontjai és az oktatási rendszer. Szociológia, 1979
- Emberi tényező és struktúra-alakítás. Közgazdasági Szemle, 1980. 2. (Huszár Istvánnéval közösen)
- Fogyasztói árarány-változások mérése. Statisztikai Szemle 1980/11. (Vita Lászlóval közösen)
- The Employment of Women in Hungary. The New Hungarian Quarterly, 1980. (with Istvanne Huszar)
- Problémavázlat az oktatásfejlesztési koncepció kialakításához. Kézirat. Részletek In.: Báthory Zoltán: Maratoni reform. Önkonet, 2001
- Az ötnapos munkahét és a társadalom életmódja. Magyar Tudomány, 1982/5.
- A népesedési folyamatok és az oktatás, oktatásfejlesztés közötti elvi kapcsolatok.  A Népesedés és az Oktatás Összefüggései.  Oktatáskutató Intézet – KSH Népességtudományi Kutató Intézet, Budapest, 1984
- Access to Education and Vocational Training in Hungary. Unesco-kollokvium anyaga Thesszaloniki, 1984. március
- Útmutató a televíziós foglalkozások vezetéséhez. Országos Pedagógiai Intézet, Budapest, 1985
- A lakossági jövedelmek számbavételének alternatívái. Tervgazdasági Fórum 1986/4. (Vita Lászlóval közösen)
- Az általános iskola és a tanulók otthoni tv-nézése. Oktatáskutató Intézet, Budapest, 1987
- A munkaerőpiac és az általános iskola társadalmi elfogadottsága. Valóság, 1987/7.
- Finanszírozási reform, mint válságelhárítás. (Javaslat a gazdasági válság és a demográfiai csúcs egybeeséséből fakadó problémák kezelésére) Tanulmányok a közoktatás fejlesztéséről.  Oktatáskutató Intézet. Budapest, 1988.  Újraközölve: A középfokú oktatás és a demográfiai hullám: válság és válságkezelő eszközök. In.: Balázs Éva – Lannert Judit – Surányi Bálint:  Demográfiai hullám – Iskola – Ifjúsági munkanélküliség. Budapest, 1992
- Szemlélet és finanszírozás a felsőoktatásban. Tanulmányok a közoktatás fejlesztéséről Oktatáskutató Intézet, Budapest, 1988
- A családi jövedelmek statisztikájáról, adóintézkedések után – árváltozások előtt. Statisztikai Szemle, 1988/5. (Vita Lászlóval közösen)
- Special Foreign Language Curricula of Hungarian Universities – A Case with General Implications.   Conference lecture, EAIR Forum „Towards Excellence in European Higher Education in the 90’s” Trier, FRG, 1989
- Gazdasági távlatok és az oktatás. Csak reformot ne… Budapest, 1989. Máodközlés: Szakképzési Szemle 1990/2.
- Néhány szó a statisztikai szolgálat átépítéséről. Statisztikai Szemle 1990/7. (Vita Lászlóval közösen)
- A nagylétszámú korosztályok iskolázása, mint különleges feszítő oktatási probléma. Új Pedagógiai Szemle 1991/2. (Balázs Évával közösen)
- A „dolláros képzés” első néhány évéről a magyar egyetemeken.  Oktatáskutató Intézet, Kutatás Közben, 1991. Részletek: Idegennyelvű képzés és felsőoktatás – diplomácia. Magyar Felsőoktatás 1992/4.
- Közoktatási hálózat válaszúton (Önkormányzatok nem tudatosított helyzetben) Új Pedagógiai Szemle 1991/3.
- A generációs faktor és a „létező szocializmus” összeomlása. Valóság, 1991/2.
- A nagylétszámú korosztályok a középfokú oktatás küszöbén: helyzetkép az általános iskolai vezetés szemével (Balázs Évával közösen). In.: Balázs Éva – Lannert Judit – Surányi Bálint: Demográfiai hullám – Iskola  – Ifjúsági munkanélküliség  Budapest, 1992
- A demográfiai „előcsúcs” belépése a középfokú oktatásba – a fogadó intézményhálózat oldaláról (Balázs Évával közösen) In.: Balázs Éva – Lannert Judit – Surányi Bálint:  Demográfiai hullám – Iskola – Ifjúsági munkanélküliség. Budapest, 1992
- Elképzelések a közoktatással kapcsolatos állami szerepvállalásról. In.: Törvény és iskola. Iskolafejlesztési Alapítvány, Budapest, 1992
- Tömegkommunikáció és demokratikus politikai szocializáció. In: Állam és Polgár. Budapest, 1992
- Demográfia és közoktatás a 90-es években – kitekintéssel a felsőoktatásra. Új Pedagógiai Szemle 1993/2.
- Rendszerváltás és megyei oktatásirányítás (Interjúk „előtte” és „utána”).  Iskolakultúra 1993/6. (Balázs Évával közösen)
- Expanziós és eróziós jelek a magyar oktatási rendszerben 1992-93-ban.  Iskolakultúra 1993/15-16.
- The Concept of Hidden Economy to be extended?  Lecture for the 21th World Conference of the Society for International Development (People’s Right and Security: Sustainable Development Strategies for the 21th Century). Mexico City, 1994.
- Lakossági, szülői vélemények az iskolázás egyes kérdéseiről. Új Pedagógiai Szemle, 1994/3.
- Secondary Education for All? The Hungarian Case. Curriculum Studies, 1995/5. (with Halasz, Gabor and Maria Nagy)
- A háztartások jövedelmeinek, életfeltételeinek, életvitelének vizsgálati lehetősége. Kézirat. Budapesti Közgazdasági Egyetem (ma Corvinus Egyetem) Statisztikai Tanszék, 1994
- Társadalmi berendezkedés – jövedelem – legalitás. Kézirat. Budapesti Közgazdasági Egyetem (ma Corvinus Egyetem) Statisztikai Tanszék, 1994
- Társadalmi partnerség Magyarországon. In.: Bessenyei István–Mártonfi György (szerk.): Társadalmi partnerek és szakképzés Budapest, 1995
- Az oktatásügyben észre sem vett demográfia életre kel – Az oktatásügy aréna fejleményei az 1994-95-ös tanévben. Kézirat. OKI Kutatási Központ, 1995
- Híd a semmibe? – Egy sikeres civil mozgalom anatómiája. Kézirat, 1996
- Kicsoda a pedagógus és miért jelenthet ez problémát?  Iskolakultúra, 1997/2-3.
- A gazdasági növekedés és fejlettség paradoxona a kelet- közép- európai átmenetben. Közgazdasági Szemle 1998/11. (Hüttl Antóniával és Vita Lászlóval közösen)
- Az oktatási expanzió: problémák és perspektívák.  Iskolakultúra, 2000/4.
- A humán műveltség „négy lába”. A Horthy- korszak fiúgimnáziumának műveltségképe. Iskolakultúra, 2001/6-7.
- Erőszak és televízió. Vélemények az erőszak kérdésköréről. In.: Terestyéni Tamás (szerk.): Magyarországi médiumok a közvélemény tükrében.  ORTT, Budapest, 2002
- Jövőkutatás, jövőkép – Beszélgetés Nováky Erzsébettel (kérdező: Hrubos Ildikó), ill. Surányi Bálinttal (kérdező: Mártonfi György). pp. 575–587.
- A döntetlen körül in. Látás-viszonyok. Pallas, 2009
- Család a mindennapokban - család az ideológiában. In.: A társas szociológus. ELTE Eötvös Kiadó, Budapest, 2011
- A „zsidó” stigma és a network szemléletmód haszna, illetve korlátai. In: Változó képletek, változó perspektívák. Háttér kiadó, Budapest, 2012